# 네모토 료스케
네모토 료스케(일본어: 根本 亮助, 1980년 8월 24일 ~ )는 일본의 전 축구 선수이다.

## 구단 경력
과거 몬테디오 야마가타에서 활동하였다.